# Нігерійські листи
Нігерійські листи (англ. advance-fee scam, буквально «Шахрайство із передоплатою») — вид шахрайства, поширеного в Інтернеті. Початково суть афери полягала в тому, що організовані групи зловмисників із Західної Африки розсилали спам із пропозицією оплатити невелику суму в обмін на майбутні солідні відсотки від фінансових операцій. Зазвичай людині приходить лист, у якому шахрай, граючи роль багатого, але недосвідченого іноземця, переважно корумпованого африканського чиновника, просить допомогти йому в незаконних оборудках — вивезенні грошей за кордон, приховуванні великих сум тощо, або ж пропонує інвестиції. Але перед переказом мільйонної суми треба під якимось приводом заплатити якусь суму грошей — на технічні витрати, як гарантію тощо. Звісно, ніяких переказів не буде, а шахраї лише видурюють гроші з людей, які купилися на можливість легкої наживи.
Першими цей метод шахрайства освоїли жителі Нігерії, звідки й назва. З'явився він ще в другій половині 90-х років XX століття, але й досі популярний: людям приходять подібні листи з багатьох африканських країн (Нігерії, Беніну, Того, ПАР). «Нігерійське шахрайство» становить сьогодні понад 8 % від усіх афер в Інтернеті. 
Існують підвиди цього шахрайства:
1. «Привабливий варіант» — нібито планується інвестувати у бізнес уливанням грошей безпосередньо на рахунки. А для цього необхідно «усього лише» повідомити повні банківські реквізити фірми зі зразками підписів і відбитком печатки.
2. «Розрахунок на довірливих» — нігерійські бізнесмени бажають інвестувати у фірму суму в розмірі 200—300 тисяч доларів. Ці гроші передбачається зарахувати на спеціальний трастовий рахунок. Від жертви вимагається «лише» 4—5 тисяч доларів, необхідних для погашення «операційних витрат».
3. «Небезпечний» — автори листа заманюють жертву на свою територію, де за допомогою насильства, шантажу й залякування «вибивають» із неї гроші.

У цілому цей вид шахрайства не новий, але зловмисники навчилися вигадувати «наживки» і поставили справу «на потік».

## Опис шахрайства
Сюжети шахрайства досить різноманітні. Найчастіше листи відправляються від імені колишнього короля, президента, високопоставленого чиновника або мільйонера з проханням про допомогу в банківських операціях, пов'язаних із переказом грошей із Нігерії або іншої країни за кордон, отриманням спадщини і т. ін., нібито оподатковуваних великим податком або ускладнених унаслідок переслідувань у рідній країні.
Інший поширений варіант — листи нібито від працівника банку або від чиновника, який довідався про нещодавню смерть дуже багатої людини «з таким самим прізвищем», як в одержувача листа, з пропозицією надати допомогу в отриманні грошей із банківського рахунку цієї людини. Мова в листах зазвичай йде про суми в мільйони доларів, і одержувачу обіцяється чималий відсоток із сум — іноді до 40%. Шахрайство професійно організовано: у шахраїв є місцеві офіси, робочий факс, власні сайти, часто шахраї пов'язані з урядовими організаціями, і спроба одержувача листа провести самостійне розслідування не виявляє суперечностей у легенді. Якщо одержувач листа відповідає шахраям, йому посилають декілька документів. При цьому використовуються справжні печатки та бланки великих фірм і урядових організацій. Часто в аферах брали участь реальні урядові або банківські чиновники Нігерії. Потім у жертви просять гроші на збори, поступово збільшуючи суми зборів для переведення в готівку, або на хабарі посадовим особам, або можуть, наприклад, вимагати покласти 100 тисяч доларів у нігерійський банк, мотивуючи від імені співробітників банку, що інакше переказ грошей заборонений. У деяких варіантах жертві пропонують поїхати напівлегально в Нігерію нібито для таємної зустрічі з високопоставленим чиновником (без візи), там він викрадається або потрапляє під арешт за незаконне прибуття в країну і у нього вимагають гроші за звільнення. У гірших випадках він може бути навіть жорстоко вбитий. 
Часто в ході вимагання шахраї використовують психологічний тиск, запевняючи, що нігерійська сторона, щоб заплатити збори, продала все своє майно, заклала будинок тощо.
Зрозуміло, обіцяних грошей жертва в будь-якому випадку не отримує: їх просто не існує.
Хоча вже багато років у засобах масової інформації детально пояснюється механізм шахрайства, масовість розсилки призводить до того, що знаходяться все нові і нові жертви, які віддають шахраям великі суми грошей. Значну роль у розповсюдженні нігерійських листів відігравали молоді студенти або випускники нігерійських університетів, що не знайшли належної роботи. Пізніше жанр поширився і на інші країни.
Останнім часом поліція багатьох країн і влада Нігерії стали вживати жорстких заходів для розслідування та припинення випадків поширення нігерійських листів, однак розсилки не припинилися. Порівняно недавно з'явилися і російські аналоги «нігерійських листів», у яких листування ведеться від імені неіснуючого «російського бізнесмена», що нібито потребує допомоги адресата в переказі свого величезного статку з Росії в іншу країну (зрозуміло, за щедру винагороду).  
Також існує варіант шахрайства, в якому шахраї ведуть любовне листування з метою «формування сім'ї» і т. ін. з жителями розвинених держав. Суть шахрайства полягає у виманюванні відносно невеликих сум «на квиток і візу» для зустрічі з «коханим» або просто на «купівлю вебкамери». Спілкування може відбуватися в тому числі по Skype з використанням реальної вебкамери і шахрай (шахрайка) може не приховувати своє обличчя, оскільки суми часто не перевищують $ 1000, що часто не є приводом для міжнародних розслідувань. Крім того, жертва добровільно переказує суму і доказова база факту шахрайства дуже слабка. Зафіксовано факти такого шахрайства, здійснювані студентками з країн колишнього СРСР. Такий тип шахрайства складної організаційної структури не має і, як правило, здійснюється незалежними окремими шахраями.